# Пуерто-Лапісе
Пуерто-Лапісе (ісп. Puerto Lápice) — муніципалітет в Іспанії, у складі автономної спільноти Кастилія-Ла-Манча, у провінції Сьюдад-Реаль. Населення — 1022 особи (2010).
Муніципалітет розташований на відстані близько 120 км на південь від Мадрида, 55 км на північний схід від Сьюдад-Реаля.

## Демографія
Динаміка населення (INE ):

## Галерея зображень

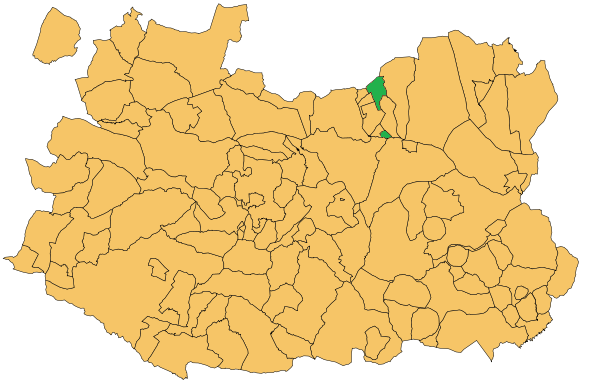
Розташування муніципалітету у провінції Сьюдад-Реаль